# Catena del Saccarello
La Catena del Saccarello è un massiccio montuoso delle Alpi Liguri. Si trova in Italia (Liguria e Piemonte) e, in misura minore, in Francia (Alpi Marittime). Prende il nome dal monte Saccarello, vetta più significativa.

## Delimitazioni
Secondo le definizioni della SOIUSA la Catena del Saccarello ha i seguenti limiti geografici: colle di Nava, valle Arroscia, mar Ligure, val Roia, torrente Rio Freddo, colle delle Selle Vecchie, alta valle del Tanaro, colle di Nava.

## Classificazione

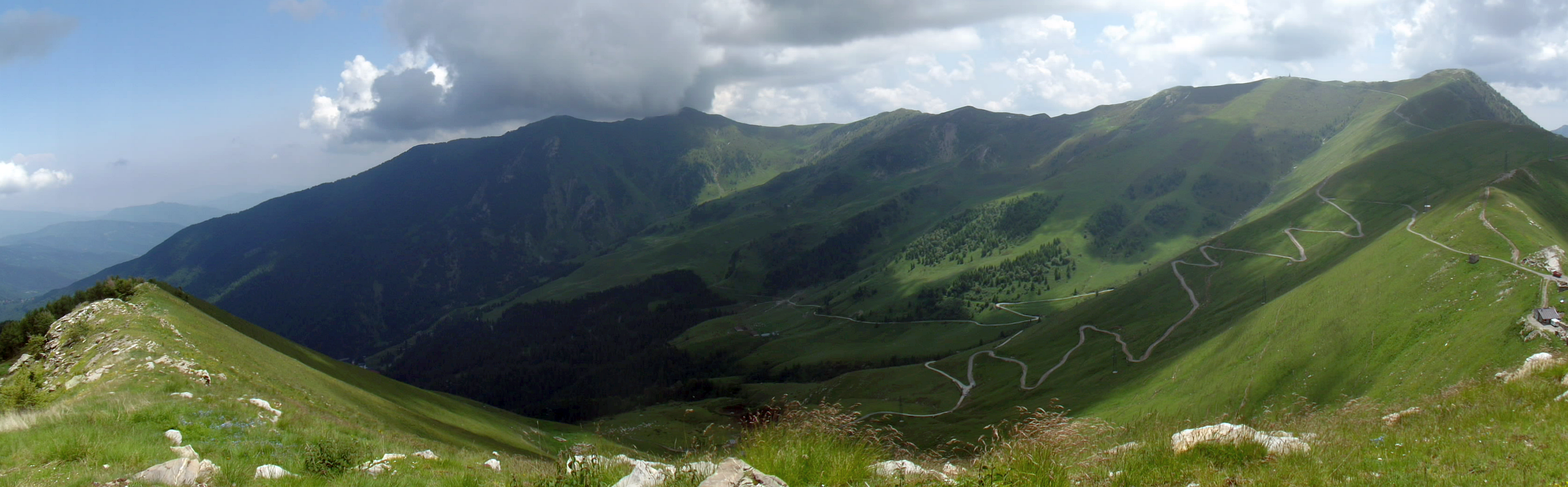
Panorama dalla cima Ventosa con i monti Tanarello, Saccarello, Frontè e Cima Garlenda

La SOIUSA definisce la Catena del Saccarello come un supergruppo alpino e vi attribuisce la seguente classificazione:
- Grande parte = Alpi Occidentali
- Grande settore = Alpi Sud-occidentali
- Sezione = Alpi Liguri
- Sottosezione = Alpi del Marguareis
- Supergruppo = Catena del Saccarello
- Codice = I/A-1.II-A

## Suddivisione
La Catena del Saccarello viene suddivisa in un unico gruppo e sei sottogruppi:
- Gruppo del Monte Saccarello (1)
  - Nodo del Monte Saccarello (1.a)
  - Costiera Monega-Carmo di Brocchi (1.b)
  - Dorsale del Monte Guardiabella (1.c)
  - Dorsale del Monte Moro (1.d)
  - Costiera Ceppo-Bignone (1.e)
  - Costiera del Monte Pietra Vecchia (1.f)

## Montagne

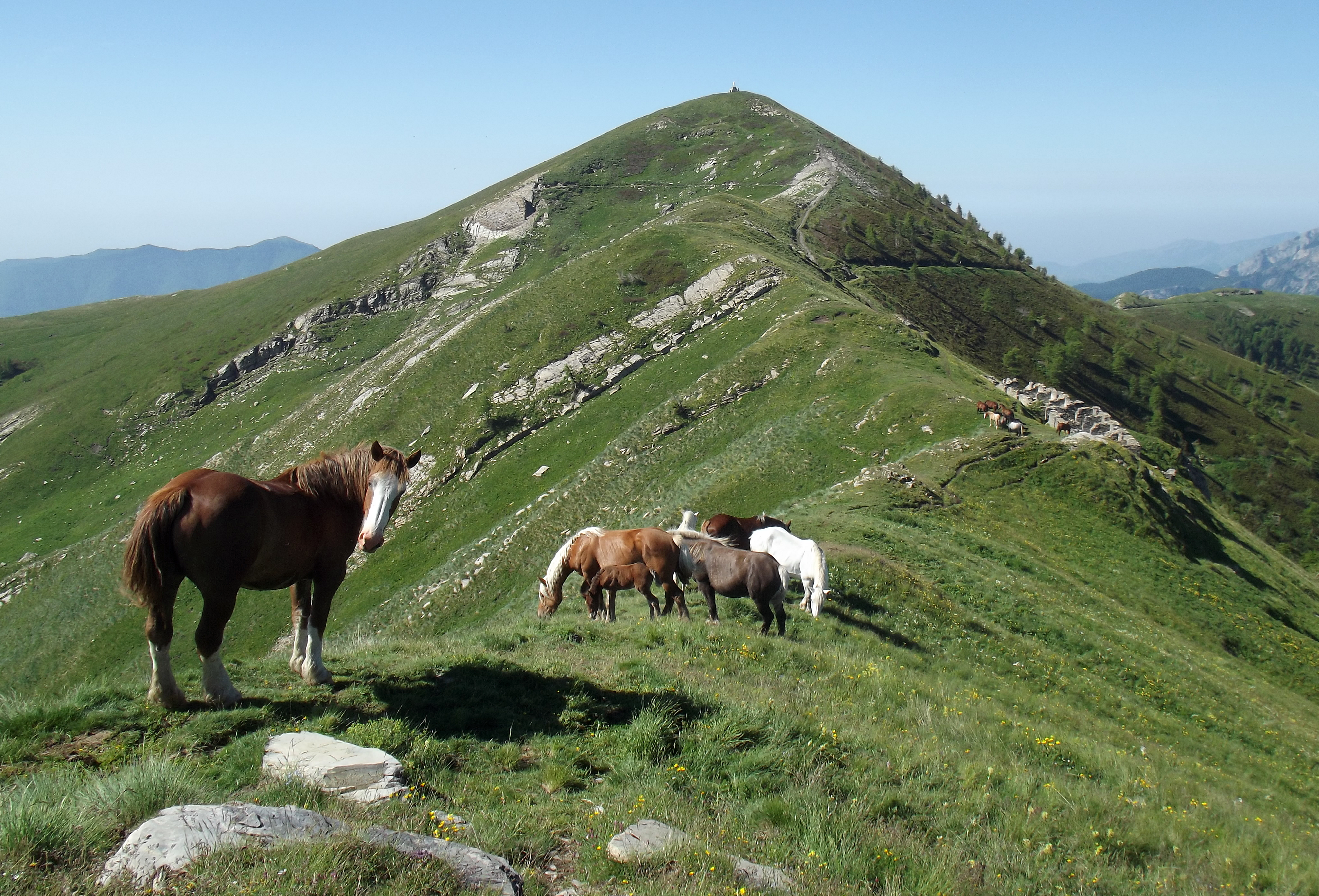
Il monte Frontè della cima Garlenda

Le montagne principali appartenenti alla Catena del Saccarello sono:
- Monte Bertrand - 2.481 m
- Cima Missun -2.356 m
- Monte Saccarello - 2.201 m
- Monte Frontè - 2.152 m
- Cima Garlenda - 2.141 m
- Cima Marta - 2.138 m
- Cima Ventosa - 2.135 m
- Monte Tanarello - 2.094 m
- Monte Pietravecchia - 2.038 m
- Monte Grai - 2.012 m
- Monte Toraggio - 1.971 m
- Alpe di Cosio e Piano Cavallo - 1.906 m
- Monte Monega - 1.882 m
- Carmo di Brocchi - 1.610 m
- Monte Ceppo - 1.627 m
- Monte Bignone - 1.299 m
- Monte Guardiabella - 1.219 m
- Monte Moro - 1.184 m
- Monte Colombin - 1.088 m
- Monte Abellio - 1.016 m
- Pizzo d'Evigno - 989 m;
- Monte Ceresa - 913 m;
- Monte Sette Fontane - 781 m
- Monte Mucchio di Pietre - 770 m
- Monte Pisciavino - 597 m.

### Cartografia
- Cartografia ufficiale italiana in scala 1:25.000 e 1:100.000, Istituto Geografico Militare.
- Cartografia ufficiale francese, Institut géographique national.
- Carta dei sentieri e stradale scala 1:25.000 n. 19 Alta Val Tanaro Alta Valle Arroscia Alta Valle Argentina, Ciriè, Fraternali editore.
- Carta in scala 1:50.000 n. 8 Alpi Marittime e Liguri, Torino, Istituto Geografico Centrale.